# Ökopark Fekonja

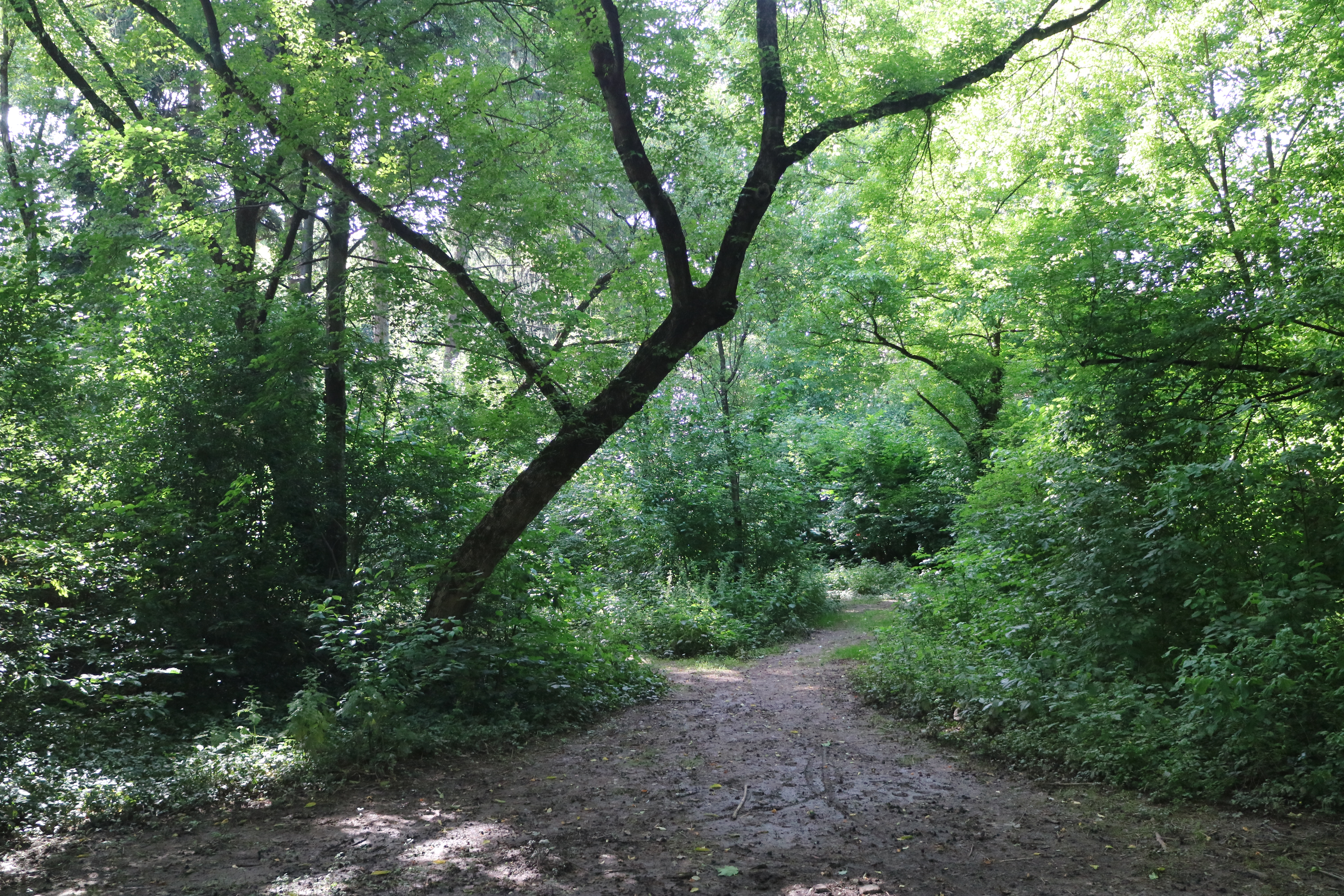
Ökopark Fekonja

Der Ökopark Fekonja ist ein Stadtwald in der steirischen Landeshauptstadt Graz. Die lediglich 4500 Quadratmeter große Grünfläche liegt im dicht verbauten Bezirk Jakomini und dient als ökologische Ausgleichsfläche und naturnaher Erholungsraum.

## Lage und Umgebung
Der Ökopark Fekonja liegt im westlichen Teil von Jakomini im Dreieck zwischen Schönaugasse, Fröhlichgasse und der Ostbahnkurve. Das an zwei Seiten von Wohnhäusern flankierte, viereckige Grundstück ist im Süden durch die Pomisgasse begrenzt und im Osten durch eine Heimgartenanlage von der Bahntrasse getrennt. In der näheren Umgebung des Wäldchens befinden sich der Sportpark Graz sowie – jenseits der Bahnstrecke – das Styria Media Center. Der Ökopark ist zu Fuß sowohl von der Pomisgasse und Raiffeisenstraße als auch von der Hüttenbrennergasse erreichbar. In der Nähe verkehren die Buslinien 34/34E und 66.

## Geschichte

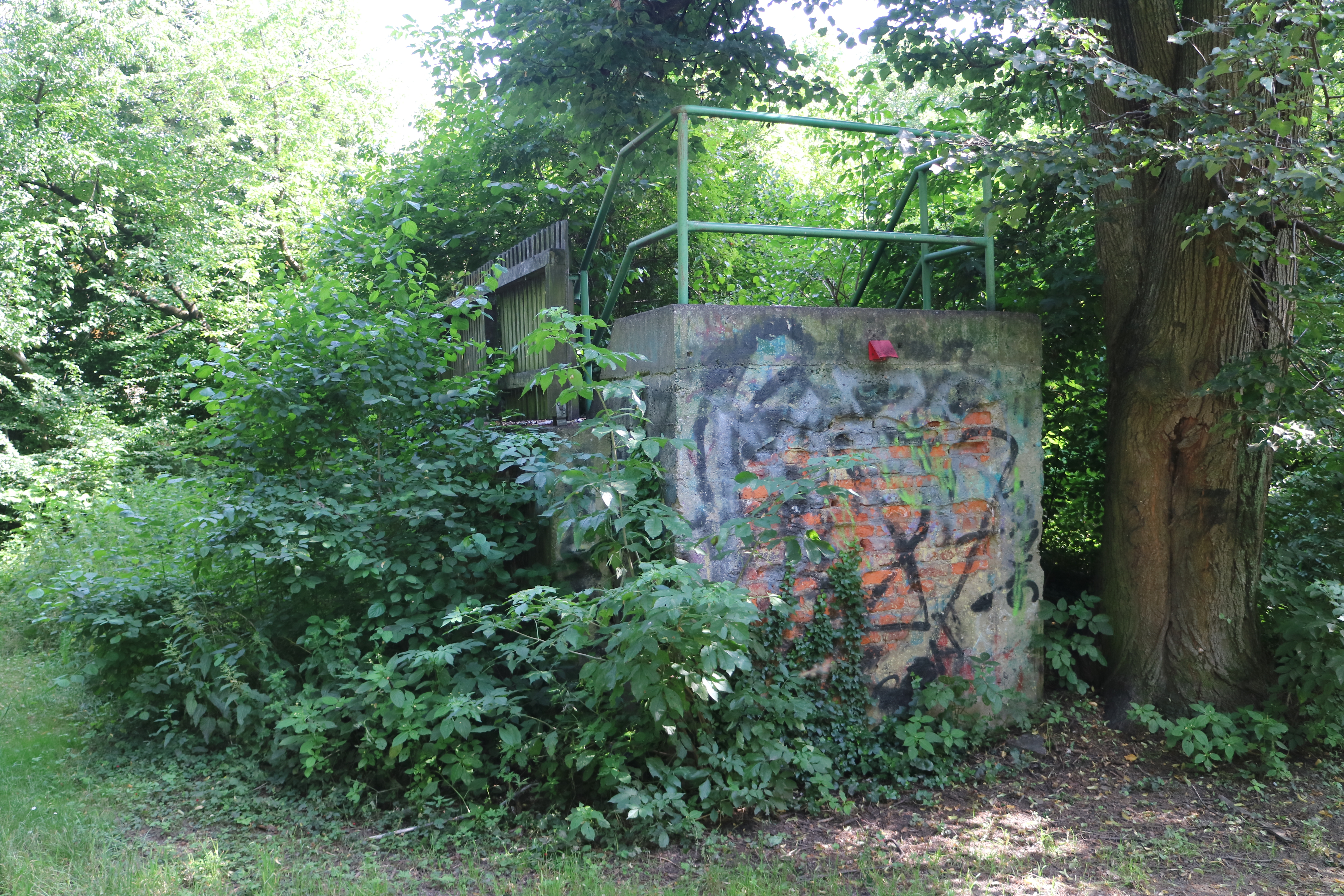
Zugewachsener Abgang zum Zivilschutzbunker im Waldinneren

Der „Naturgarten“ im Privatbesitz der Familie Fekonja erweckte dank seines hohen, alten Baumbestandes bereits Mitte der 1970er Jahre erstmals das Interesse von Biologen und Stadtentwicklern. Als ein Jahrzehnt später Pläne aufkamen, einen asphaltierten Parkplatz für die Grazer Messe zu errichten, formierte sich eine Bürgerinitiative dagegen. Im September 1995 kaufte schließlich die Stadt Graz nach langjährigen Verhandlungen das Grundstück. Die Adaptierung des Gartens zu einem Ökopark kostete das Stadtgartenamt 650.000 Schilling.
So konnte die Grünfläche der Öffentlichkeit als „Oase“ anstatt als Volksgarten übergeben werden. Neben der Verbesserung von Luftqualität und Kleinklima wird der freien Entfaltung von Pflanzen und Tieren Vorrang eingeräumt. Alte Laub- und Nadelbaumbestände, verwilderte Obstbäume, Gebüsch- und Brombeerdickicht sowie ein Wechsel zwischen schattig-feuchten und sonnig-trockenen Stellen bieten Lebensräume für zahlreiche Tierarten. Nur die Wege werden freigehalten, die Wiesenflächen lediglich einmal jährlich gemäht, Laub und Totholz verbleiben im Wald. Von der früheren Gartennutzung zeugt neben Resten von Beeteinfassungen sowie Bewässerungs- und Elektrifizierungsinfrastruktur ein Zivilschutzbunker aus dem Zweiten Weltkrieg.
Der Ökopark Fekonja wurde von Anfang an vor allem von Kindern und Jugendlichen als „Abenteuerspielplatz“ genutzt. Das Grazer Jugendamt stellte ihnen einen wetterfesten Container zur Verfügung, den sie selbst gestalten durften. 2013 stellte die Stadt die finanzielle Unterstützung des zuvor als Vorzeigeprojekt beworbenen Ökoparks ein. Bei einer Bürgerversammlung im Juli 2014 klagten Anrainer unter anderem über „Lärm, Müll, Kampfhunde, Drogen und fehlende Nutzungsmöglichkeiten“.

## Projekt RAL 6024
Im Sommer 2015 nahm sich ein Kunstprojekt unter dem Schlagwort „Social Gardening“ dem Ökopark Fekonja als sozialer Brennpunkt an. Dabei wurde unter Einbeziehung anwohnender Kinder die Aneignung des öffentlichen Raumes im urbanen Kontext und als Widerstand gegen „autoritäre Reglementierungen“ thematisiert. Das von Hubert Höllmüller und Edgar Sorgo konzipierte und in Zusammenarbeit mit dem Kulturverein Rhizom durchgeführte Projekt vereinte rund ein Dutzend Künstler mit Rauminstallationen, performativen Lesungen, Fotoarbeiten und Videointerviews. Hauptziel war, die „nun verwüstete Oase mit viel Totholz sowie Ökoraum mit Höhlenbrütern und Zivilschutzbunker mit Kampfhunden“, diese vielen unterschiedlichen Räume, „die eigentlich nicht miteinander vereinbar sind (vgl. Michel Foucault), zu durchdringen und durch gemeinsame Ausflüge wieder zueinander in Beziehung zu setzen“.

„Wir wollen nur etwas Unterschlupf er bewahrt uns vor nichts aber er fehlt wenn er nicht da ist, frag doch die Libelle den Igel den Wurm, frag sie.“